# Зимар, Губерт Теофил
Губерт Теофил Зимар (нем. Hubert Theophil Simar; 14 декабря 1835, Эйпен, Германия — 24 мая 1902, Кёльн, Германская империя) — немецкий прелат, профессор католической догматики в Бонне.  Епископ Падерборна с 25 июня 1891 по 24 октября 1899. архиепископ Кёльна с 24 октября 1899 по 24 мая 1902.

## Биография
Губерт Теофил Зимар обучался на теологических факультетах в университетах Бонна и Мюнстера. В 1867 году получил научную степень доктора богословия. В 1892—1899 годах был епископом Падерборна, в 1899—1902 годах — архиепископом Кёльна.

## Сочинения
Губерт Теофил Зимар является автором богословских сочинений.

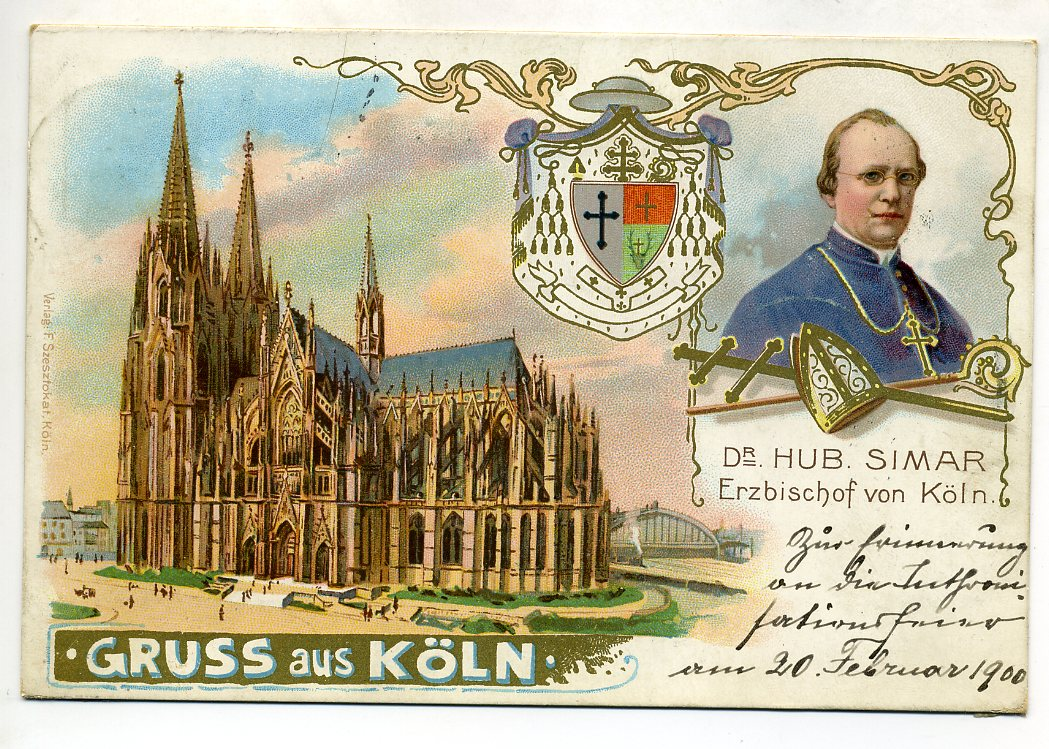
Почтовая марка Германии, посвящённая архиепископу Губерту Теофилу Зимару

- «Die Theologie des heil. Paulus» (2 изд. 1883);
- «Lehrbuch der kathol. Moraltheologie» (2 изд. 1877);
- «Gewissen und Gewissensfreiheit» (1874);
- «Lehrbuch der Dogmatik» (2 изд. 1887);
- «Die Lehre vom Wesen des Gewissens in der Scholastik des XIII Jahrh.»(1885);
- «Der Aberglaube» (2 изд. 1877).